# Corte Sant'Antonio
La Corte Sant'Antonio è una delle cascine più importanti presenti sul territorio di Corbetta, in provincia di Milano.

## Storia
Nota dal Cinquecento, la Corte Sant'Antonio è sorta probabilmente su precedenti strutture ascrivibili già al '400 e si presenta come il primo insediamento rurale nei pressi della città di Corbetta, appena fuori da quelle che un tempo erano le mura del castello. Il nome dell’attiguo vicolo Pusterla va avanzare l’ipotesi che lì fosse localizzato l’ingresso pedonale al castello stesso: il termine, derivato dal tardo latino pusterula, indicherebbe infatti la piccola porta della cinta muraria, posta spesso accanto al ponte levatoio carraio, provvista di un solo bolzone centrale per azionarne l’apertura.
La corte venne costruita con tutta probabilità su commissione della potente famiglia Borri che, nei pressi dei propri possedimenti, era desiderosa di insediare i propri contadini. Soprattutto nelle parti meglio conservate, si trovano tracce di antiche finestre rifinite in cotto ascrivibili al periodo rinascimentale. Sempre al quattrocento sono riferibili alcune tracce di affresco di fattura popolare a bande rosse che si trovano nella parte più antica, il che farebbe derivare da qui il toponimo cittadino di Curia Picta ovvero "corte dipinta",  dalla cui corruzione derivò nei secoli il nome di Corbetta.
La corte venne poi rimaneggiata ampiamente nel corso del Settecento sino a conferirle l'aspetto attuale.
La dedicazione a Sant'Antonio abate, oltre ad un fattore popolare, potrebbe essere ascrivibile alla figura di Giovanni Antonio Borri, che ne fu proprietario a metà del Cinquecento.

## Descrizione
La struttura allungata della corte, con un corpo centrale a divisorio, si estende da piazza del Popolo a via San Sebastiano, mettendo in correlazione il centro con le aree periferiche del paese.
La corte si articola in un susseguirsi di fabbricati rustici, depositi, fienili, ex stalle, e residenziali. Gli edifici quattrocenteschi presentano pianta quadrangolare irregolare, due piani fuori terra, copertura a falde e manto in coppi su capriata lignea. La struttura è in mattoni intonacati. Gli edifici sei-settecenteschi a nord sono caratterizzati da un corpo di fabbrica a pianta rettangolare con asse longitudinale accentuato, con stalle al piano terra e fienili a quello superiore. La copertura è a capanna con struttura di capriate in legno e manto in coppi.
La corte Sant'Antonio, sottoposta a vincolo del Ministero per i Beni e le Attività Culturali nel 1942, è stata fatta oggetto di un intervento di  restauro e risanamento conservativo, approvato dalla Soprintendenza per i Beni Architettonici e per il Paesaggio, di recente ultimato.